# Дедусенко, Яков Тимофеевич
Яков Тимофеевич Дедусенко (1890—1936) — эсер, член Всероссийского учредительного собрания, управляющий отделом продовольствия, торговли и промышленности Верховного управления Северной области.

## Биография
Родился в селе Елизаветовка, ныне Азовского района Ростовской области. Происходил из крестьян. Отец Тимофей Яковлевич Дедусенко (1851—1942) родом из украинских казаков-переселенцев конца XVIII века. Мать — Анна Емельяновна, урождённая Бондаренко. Семья жила в Харькове. В 1906 вступил в партию социалистов-революционеров.
В 1908 году окончил 3-ю Харьковскую гимназию и поступил на юридический факультет Харьковского университета. Был исключён из университета, затем учился в Казанском университете, но не окончил. Выпускник агрономических курсов в Петербурге. Служил в Союзе городов. Вместе с В. Е. Трутовским и С. Е. Кремлянским был под следствием по делу об обществе «За революционную пропаганду среди молодёжи». Выслан из Харькова на 3 года в Архангельскую губернию. В 1910 году был в ссылке в Архангельске, затем в Онеге. В 1911 году переведён в Кемь из-за того, что «занял там центральное положение среди ссыльных». В январе 1912 года отправлен этапом в ссылку в Пинегу. Вернулся из ссылки в 1913. Позднее неоднократно подвергался задержаниям и обыскам.
В 1913 до второй половины 1914 года служил в Псковском губернском земстве. В 1917 делегат I Всероссийского съезда Крестьянских депутатов, депутат Петроградского Совета, товарищ председателя городской управы, заведующий продовольствием Петрограда, председатель правления в эсеровском партийном кооперативном издательстве «Революционная мысль». Делегат III съезда партии эсеров.
В конце 1917 года избран во Всероссийское учредительное собрание в Самарском избирательном округе по списку № 3 (эсеры и Совет Крестьянских Депутатов). Обязательный кандидат партии социалистов-революционеров в Учредительное Собрание, в нём член бюро эсеровской фракции. Партия эсеров выделила комиссию из числа членов Учредительного собрания в составе Дедусенко, Святицкого и Колерова для налаживания контактов с другими антибольшевистскими фракциями этого органа, аналогичную комиссию кадетов по взаимодействию с фракцией эсеров возглавлял В. А. Оболенский. Дедусенко был отправлен в Киев для участия в съезде украинских членов Учредительного собрания. Присутствовал на единственном заседании Учредительного собрания 5 января 1918 года в Петрограде.
В июле 1918 года «Союз возрождения России» и Московский комитет членов Учредительного Собрания командировал уполномоченных Я. Т. Дедусенко, С. С. Маслова и И. Н. Коварского в Астрахань (так в источнике — ВП) для ожидания десанта союзников и ведения с ними переговоров о восстановлении восточного фронта.
После антибольшевистского переворота 2 августа 1918 года в Архангельске вошёл в состав Верховного управления Северной области в качестве управляющего отделом продовольствия, торговли и промышленности. Не был задержан и сумел скрыться в ночь на 6 сентября 1918 года во время правого переворота, организованного капитаном Чаплиным и подчинявшейся ему офицерской ротой, когда одновременно были арестованы Чайковский, Маслов, Лихач, Гуковский, Зубов и чуть позднее Мартюшин. Вместе с Лихачем и Масловым в составе делегации Северной области командирован Чайковским к Колчаку в Омск.
Прибыли в Омск в момент колчаковского переворота. 17 ноября 1918 года делегация Северной области в полном составе присутствовала при аресте офицерами-красильниковцами Роговского, Авксеньева и Зензинова на квартире Роговского, однако Дедусенко, (как и Лихач, и Маслов) в этот момент арестованы не были. Позднее арестован колчаковцами в Уфе, вывезен в Омск, где был освобождён. В 1919 году арестован большевиками в Сибири, отпущен. В 1921 году вновь арестован. В апреле 1922 находился во внутренней тюрьме ГПУ. Был выведен из процесса эсеров, его дело «О контрреволюции на Севере» было выделено в особое производство. В мае 1922 ему было предложено прекращение дела и амнистия, если он согласится подписать специальный текст[какой?]. Дедусенко подписал и был амнистирован.
В показательный процесс партии социалистов-революционеров 1922 введен в качестве свидетеля. Голландский историк Марк Янсен отнёс Дедусенко (вместе с К. С. Буревым, А. И. Верховским, Б. Г. Закгеймом, Н. Д. Кондратьевым и др.) к группе «нейтральных свидетелей». Дедусенко, как и К. С. Буревой и Н. Г. Снежко-Блоцкий, отказались от своих показаний, данных на предварительном следствии. Государственный обвинитель Н. В. Крыленко с угрозой утверждал, что Дедусенко дал на процессе заведомо ложные показания. В декабре 1922 приговорён к 3 годам ссылки, в январе 1923 сослан в Ташкент.
В Средней Азии Я. Т. Дедусенко приблизительно до 1928 года служил коммерческим директором УзбекТорга, занимался налаживанием торговли с Афганистаном. Около 1928 года снова арестован.
В 1930 году на следствии по делу Трудовой крестьянской партии Н. Д. Кондратьев признал факт передачи Я. Т. Дедусенко материалов для С. С. Маслова, создателя зарубежной организации под тем же названием «Трудовая крестьянская партия».
Затем переехал в Баку, где был начальником планового отдела Наркомзема Азербайджанской ССР. Скончался Дедусенко в 1936 году. В 1937 году в его дом пришли сотрудники НКВД, чтобы его арестовывать, но Дедусенко к этому моменту уже не было в живых.

## Семья
- Жена[15] — Лидия Семёновна Зарицкая (?—1979), кандидат химических наук, доцент кафедры неорганической химии Азербайджанского индустриального института.
  - Дочь — Галина Яковлевна Дедусенко (17 ноября 1917—после 2009), химик-нефтяник, всю жизнь проработала в Баку. Соавтор монографий: Г. Я. Дедусенко, В. И. Иванников, М. И. Липкес. «Буровые растворы с малым содержанием твердой фазы». М. : Недра, 1985; Б. И. Есьман, Г. Я. Дедусенко, Е. А. Яишникова. «Влияние температуры на процесс бурения глубоких скважин». М. : Госпоттехиздат, 1962; и других научных работ.
- Брат — Павел Тимофеевич (1872—1946), профессор-химик, репрессирован в 1928-м, умер в лагерях[2]
- Брат — Митрофан Тимофеевич (1885—?), художник, пропал без вести в 1917 году[2].
- Брат — Трофим Тимофеевич Дедусенко[2],
- Сестра — Нина Тимофеевна (1894—1961), кандидат биологических наук, в замужестве носила фамилию Дедусенко-Щёголева[2]
- Сестра — Екатерина Тимофеевна, была замужем за Алексеем Харитоновичем Хинкуловым, прапорщиком императорской и поручиком белой армии, впоследствии профессором и зав. кафедры Общей Электротехники Харьковского электротехнического института[2].
- Сестра — Варвара Тимофеевна, замужем за Петром Максимовичем Самко, учителем из Харькова[2], их внук математик С. Г. Самко.
- Сестра — Мария Тимофеевна, замужем за Николаем Щеколдиным, у них дочь Анна (Ганнуся)[2]
- Сестра — Матрёна Тимофеевна, в замужестве Черкашина[2]